# Saint-Germain gróf
Saint-Germain gróf (1696? – 1784. február 27., Kassel) a 18. század egyik leghíresebb kalandora, alkimista, herbalista, kémikus, diplomata, feltaláló, költő, zeneszerző, festő, orvos, látnok és okkultista. Valódi személyazonossága megoldatlan rejtély volt kortársai, de a későbbi kutatók számára is. Az ezoterika világában Saint Germain gróf, mint a rózsakeresztesek nagymestere és szabadkőműves személyiség ismert, akit Alessandro Cagliostro kalandor is a példaképének nevezett. 
A korabeli társasági élet egyik leghíresebb és legvitatottabb alakja volt. Származására vonatkozóan több elmélet is közszájon forgott életében, ezeket maga is váltakozva terjesztette. Az egyik szerint – számos előző élete után – II. Rákóczi Ferenc fiaként reinkarnálódott (öltött testet), a másik szerint II. Károly spanyol király özvegyének a fia volt, egy harmadik szerint ő maga volt a bolygó zsidó. A személyével kapcsolatban fennmaradt számtalan ellentmondó történet még titokzatosabbá tették alakját, amelyek többsége kitaláció vagy pletyka volt.
A magát Saint-Germain grófnak nevező személy létezését a francia nemzeti levéltárban, a francia külügyminisztérium levéltárában, a holland és az egykori porosz birodalmi levéltárban, a bécsi levéltárban és a dán állami levéltárban is fennmaradt feljegyzések is alátámasztják. Több kortársa, illetve korának több szerzője is említi őt munkáiban.
Voltaire például úgy jellemzi őt Nagy Frigyes porosz uralkodónak 1760-ban írt ironikus hangvételű levelében, mint az az ember "aki mindent tud és soha nem hal meg". Giacomo Casanova író, aki gyakran fordult okkult praktikákhoz pénzszerzés végett, vetélytársként emlékezett meg róla Histoire de ma vie (Életem története) című emlékirataiban: „A legérdekesebb ebédtársaságot Gergy asszonynál találtam, ahol St. Germain gróf, a híres kalandor is megjelent. Ez az ember, ahelyett, hogy evett volna, folyton beszélt az asztalnál. Feszült figyelemmel hallgattam beszédét, mert érdekesebben nála már beszélni nem lehetett. Minden dologban a különöset kereste, csodálatot akart kelteni és ez sikerült is neki. A hangja határozott volt, de mégsem visszatetsző. Ismeretei rendkívül gazdagok voltak, majdnem minden nyelven jól beszélt. Értett a zenéhez, a kémiához. Külsejével is hatott, az asszonyok nem tudtak neki ellenállni.”

## Életút

### Származása

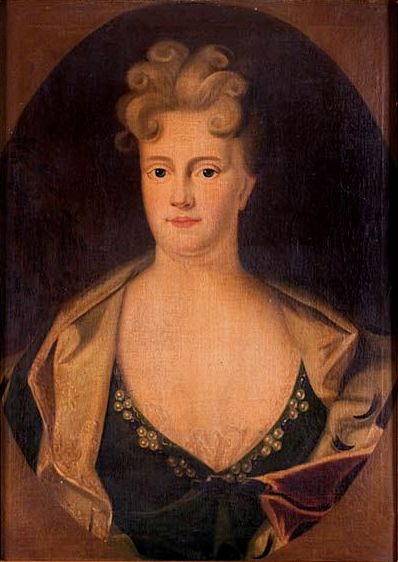
Sarolta Amália Hessen-Rheinfels hercegnő

Saint-Germain gróf saját állítása szerint II. Rákóczi Ferenc fejedelemnek és a fejedelem első feleségének,- egy meg nem nevezett, de a Thököly családból származó leánynak -, természetes fia. Rákóczi Lipót Lajos György József Antal néven látta meg a napvilágot 1696.május 28-án, de születése után a Habsburg-család érdekeit képviselők parancsára elrabolták és halottnak nyilvánították, majd Párizsba vitték, hozzátartozóitól örökre elválasztották. A rebellis Rákóczi-névnek még az emlékezetét is le akarták mosni. Gyermekkorában Gian Gastone, az utolsó Medici herceg pártfogása alá helyezték. Két mostohaöccse és egy mostohahúga, már Rákóczi második házasságából, Sarolta Amália Hessen-Rheinfels hercegnőtől származott. (II. Rákóczi Ferenc többszöri házassága kétséges, a Rákóczi életrajzok nem tudnak a fejedelem első feleségéről, illetve csak Sarolta Amáliával kötött házasságról beszélnek.) 

Habár a gróf életének kutatói szerint a Rákóczi-családból való származása a legvalószínűbb, de vannak más források melyek portugál, spanyol vagy itáliai születésűnek tartják őt. Sajnos, azonban teljes bizonyossággal lehetetlen nyilatkozni születésének pontos helyéről és idejéről, de köztudottan szoros kapcsolatot tartott fent korának egynémely magyar főrendjével.

### Élete
Saint-Germain gróf személyéről első alkalommal egy 1710-es velencei látogatása kapcsán esik szó, mikor is megjelenésében egy középkorú, nagyjából 45 év körüli, átlagos testalkatú, kreol bőrű és barna hajú, igen ízlésesen öltözködő, jómódú férfiként említik. Későbbi említése alapján egyik rózsakeresztes barátja, Belle-Isle marsall mutatta be XV. Lajos francia királynak, akinek barátja, a királyi családnak pedig meghitt ismerőse lett. Franciaországi tartózkodása alatt Chambord királyi kastélyában biztosított szállást neki XV. Lajos. Az elbeszélések szerint a gróf gyakori esti vendége volt a királynak és családjának. A király rábízta Madame de Pompadour tanításának nagy részét is. Gyakran kikérte a tanácsát és ha unalom gyötörte, a gróf biztosan kitalált valamit a felvidítására. 1744-ben amikor XV. Lajos Metzben hirtelen halálos beteg lett Belle-Isle marsall a kéznél levő Saint-Germaint küldte a segítségére. Ő el is látta a feladatát és a király hálásan elismerte, hogy a „csodadoktor” mentette meg az életét. 

Chambord kastélya

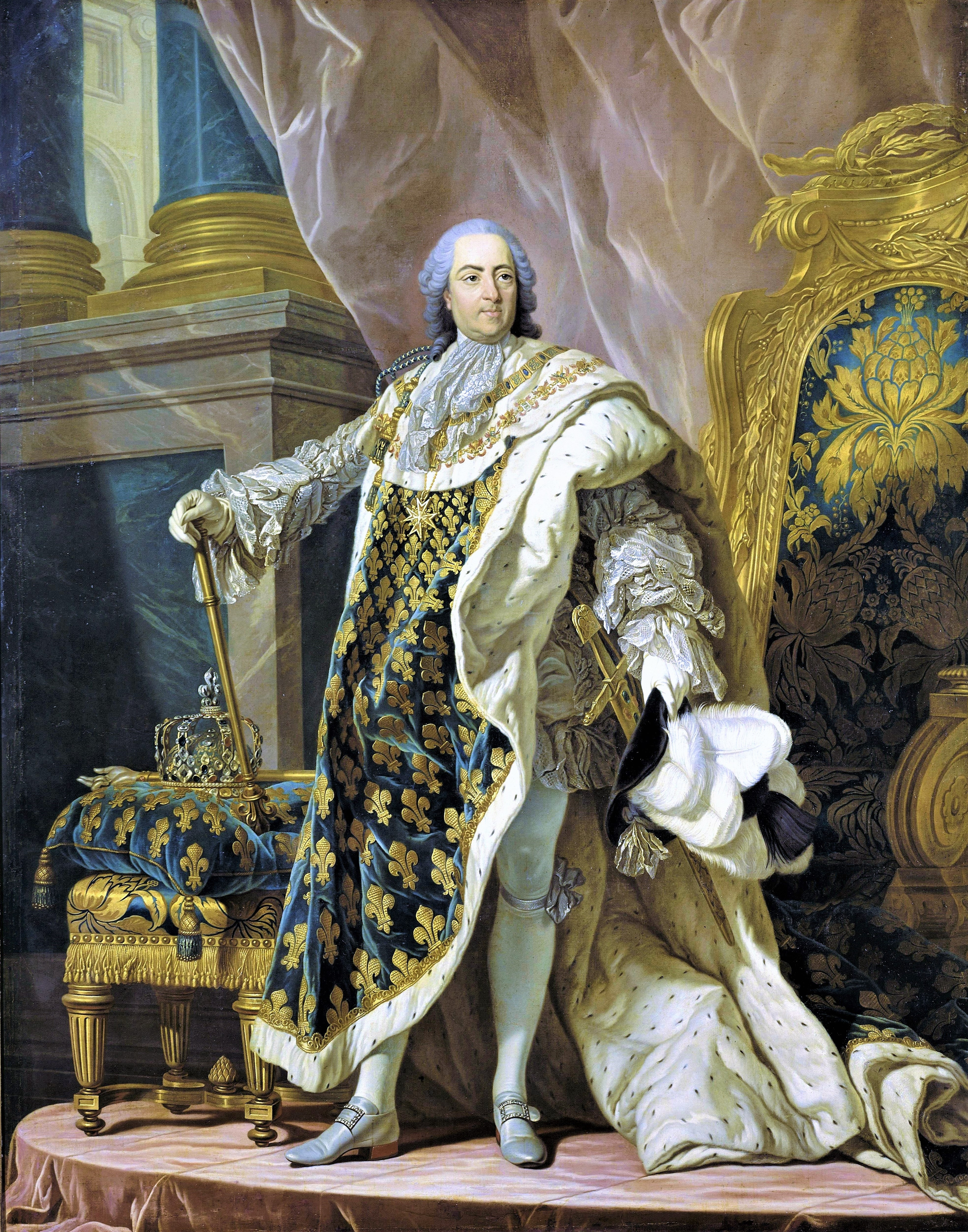
XV. Lajos francia király
Louis-Michel van Loo festménye

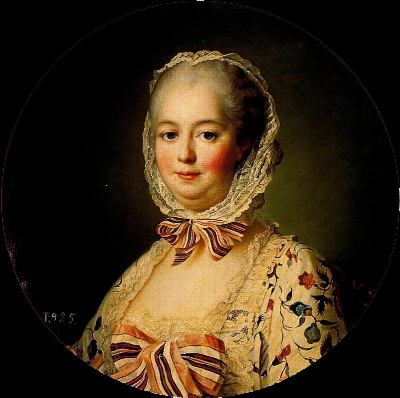
Madame de Pompadour XV. Lajos hivatalos, elsőszámú ágyasa,

Kísérletekkel mutatta be a királynak, hogyan állítható elő új színárnyalat selyem, vászon, pamut, gyapjú és bőranyagok színezésére.
Utazásai során bejáratossá vált több európai királyi udvarba. Európa összes uralkodója fogadta és érdeklődéssel hallgatták. II. Frigyes porosz király ünnepélyesen fogadta és elfogultsággal viseltetett iránta. Később grófi címet adományozott neki és politikai megbízásokkal látta el. Egyedülálló jelenségnek nevezte Saint-Germaint, "akin soha nem tudott átlátni".
Rómában a Máltai lovagrendnél Solar bailli néven fontos bizalmi pozíciót töltött be, és arra is felhatalmazást kapott, hogy a francia és a szárd király követeként lépjen fel, ha a helyzet úgy kívánja (1737-től a század végéig).
1737-1742 között a perzsa sah udvarában tartózkodott. Oroszországban is élt III. Péter uralkodása alatt egészen annak trónfosztásáig, illetve II. Katalin trónra lépéséig. Bizonyos források szerint jelentős szerepet játszott Georg Orloffal együtt a III. Péter elleni államcsínyben és a későbbi Nagy Katalin cárnővé való beiktatásában.
Una Brich említi a "THE COMTE DE SAINT-GERMAIN" című munkájában: „Saint-Germain gróf utazásai évek hosszú sorát töltik ki és számtalan országon keresztül vezetnek. Perzsiától Franciaországig, Kalkuttától Rómáig ismerték és tisztelték.”
A korabeli források szerint több elképesztő tulajdonsággal is rendelkezett. Nyelvtudása például – saját állítása szerint, amit nyilvánvalóan senki nem tudott egészében ellenőrizni – egészen fantasztikus volt. Folyékonyan beszélt németül, angolul, olaszul, portugálul, spanyolul, piemonti kiejtéssel franciául, görögül, latinul, svédül, oroszul, szanszkritül, arabul, kínaiul és egyes források szerint – tekintettel állítólagos származására ez nem is olyan meglepő -, magyarul is. Ennek fényében érthető, hogy minden országban, amelyet meglátogatott, mint bennszülöttet fogadták.
Tökéletesen használta szinkronban mindkét kezét. Megfigyelték, hogy képes volt egyszerre jegyzetelni jobb és bal kezével.
Udvari és arisztokrata körökben a gróf a műveltsége, tehetsége és különleges képességei miatt mindig a társaság középpontja volt. Sokat beszélő feltűnően szellemes, szórakoztató embernek ismerték kortársai, aki saját nagyszerű tulajdonságaival kápráztatta el az amúgy is rendkívül igényes arisztokrata társaságot.
Általában véve Saint-Germain grófot (akit egyébként sok más néven is emlegettek kortársai; mint ahogy ő is időnként álneveket használt utazásai során) rendkívül felvilágosult rózsakeresztes, szabadkőműves és talán templárius mesterként ismerheti az utókor, akinek képzettségéhez, megbízhatóságához, misztikus tudásához és elképesztő nyelvismeretéhez kétség sem férhetett pártfogói körében.
Az orosz teozófus Helena Blavatsky szerint korának legnagyobb orientális adeptusa (beavatott személy) volt, akinek társaságában – egyesek szerint – szintén megfordult.
Néhányan az 1789-es francia forradalom egyik titkos szellemi atyjának vélik, bár ez utóbbi feltevés megalapozottsága kérdéses. Az mindenesetre bizonyos, – ezt D’Adhemar grófnő, Marie Antoinette királyné udvarhölgye is leírja emlékirataiban -, hogy egy félelmetes jóslatban előre jelezte a grófnőnek és rajta keresztül a királynénak a forradalom kitörését, a királyi család pusztulását és a Bourbon-ház bukását.
Saint-Germain tevékenysége „ismeretlensége” ellenére beáramlott az osztrák császári udvarba is. Bessenyei György testőr-írót és Báróczi Sándort ihlette szellemi tevékenységében, aki később újraélesztette Magyarországon a rózsakeresztesek mozgalmát.
A gróf életmódjáról a források egybehangzóan úgy nyilatkoznak, hogy feltételezett mesés gazdagsága ellenére nagyon visszafogott, sőt szinte spártai volt. Igényei szerények voltak, ha pénze volt, szétosztotta a szegények között. Gyakran úgy élt, mint egy filozófus, tanulmányozta a természetet, társalgásokat folytatott a királyi udvarokban vagy pedig a laboratóriumában dolgozott.

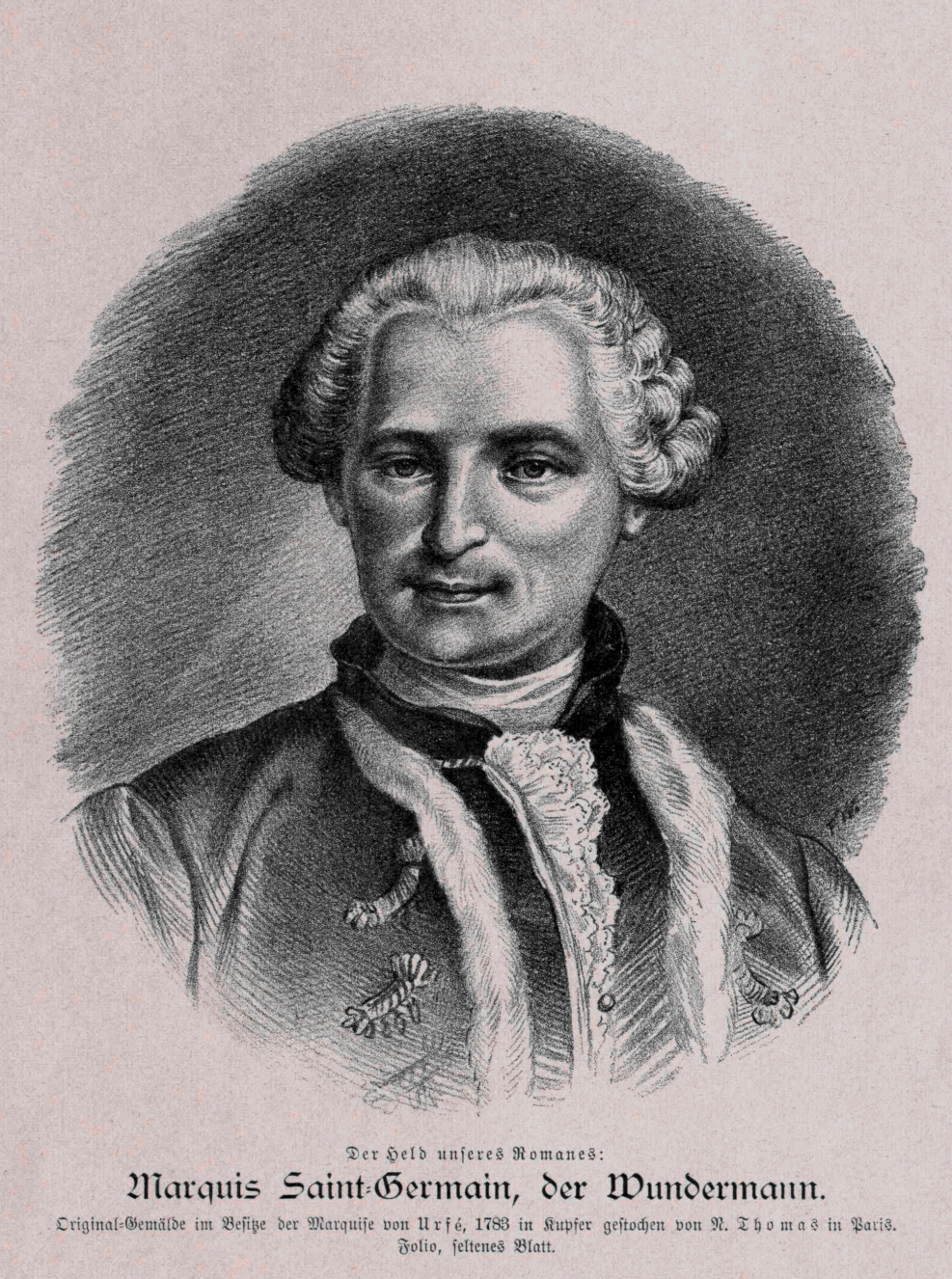
Marquis Saint Germain, der Wundermann, 18. századi metszet

Feljegyezték róla, hogy még a legnagyobb lakoma közben sem nyúlt ételhez, legfeljebb pár szem gyümölcsöt vett magához. Általában, amíg a vendégsereg falatozott, ő színes történetekkel szórakoztatta az egybegyűlteket.
Étrendjének alapját – ahogy azt tudni lehet -különböző durvaságúra őrölt gabonafélékből sütött kenyerek képezték. Húst többnyire nem evett, alkoholt nem ivott; gyümölcsöket, zöldséget és mézet fogyasztott. Elvonulásai idején pedig rendszerint hosszú böjtöket tartott.
A legnagyobb talány vele kapcsolatban az az ún. örök élet elixírje, melynek a források szerint birtokában volt. Visszafogott életmódja és talán eme elixír rendszeres fogyasztása biztosította természetellenesen hosszú életét. Saját szavai szerint – középkorú kinézete ellenére – több mint száz évet élt meg.
Telepátiához hasonló képességgel megérezte, ha jelenlétére valamelyik távoli városban vagy országban szükség volt.
- „Tanulmányaim révén elértem, hogy nagy dolgokat vigyek véghez” – írta memorandumában[35]

Okkult tudásának forrása teljességgel ismeretlen. Azonban úgy tűnik, hogy nem csupán a legmélyebb bölcsességnek volt birtokában, hanem azt a gyakorlatba is maradéktalanul átvitte. 

Tökéletesen jártas volt a keleti ezoterizmus alapelveiben. A meditáció és a koncentráció keleti módszerét gyakorolta.
- „Egyszerű külseje mellett szerfelett jómódú. Mindenről tudomása van, mindenhez ért. Nagy társaság előtt kísérletben bizonyította, hogy a vas aranyhoz fogható szépségű fémmé alakítható át..”[37]
- „Életét és személyét homály fedi. Tehetsége van minden művészet és tudomány iránt, költő, zenész, irodalmár, orvos, fizikus, vegyész, gépész és műértő is. Ritka általános műveltsége van, minden nyelven kiválóan beszél, legjobban angolul... Szórakoztató vele beszélgetni..”[38] „Mindenkinek értékes ajándékokat ad át, maga azonban nem kér semmit, és soha nem hagy maga után adósságot.”[39]

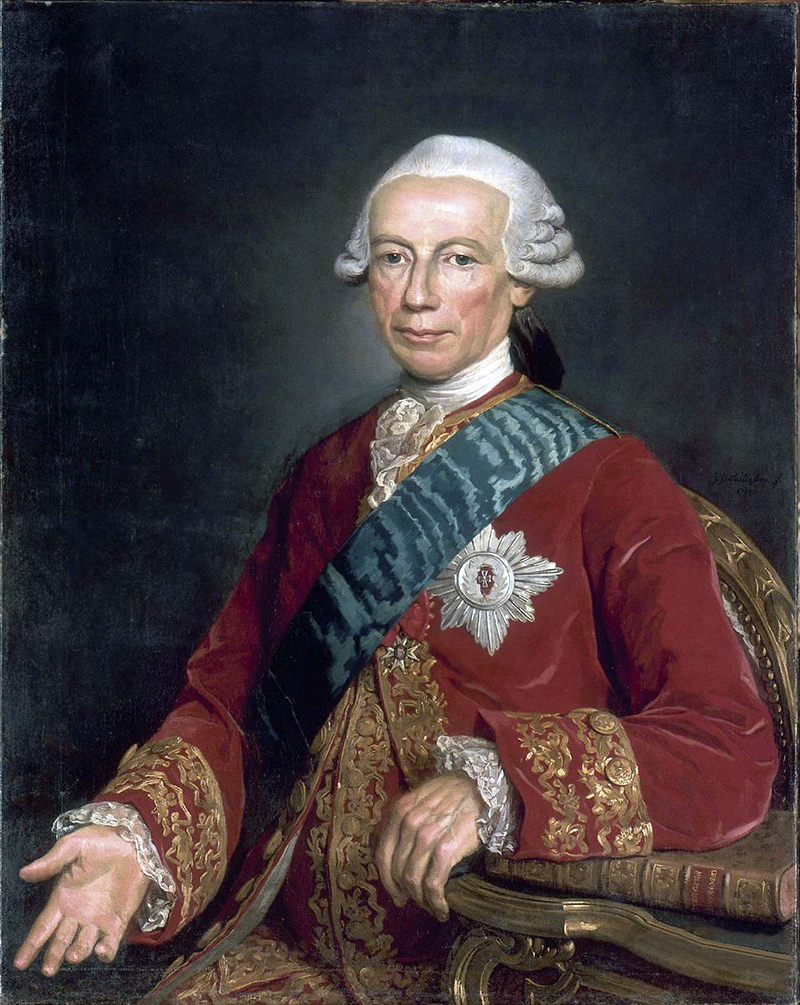
Claude-Louis de Saint-Germain (1707-78) portréja, aki XV. Lajos francia király kegyvesztett hadügyminisztere volt

Korának rendkívül megosztó alakja volt, sokan bölcs, örök életű mesternek tartották, de még többen csalónak és kalandornak aki hiszékeny emberek félrevezetésével szerezte vagyonát, sőt például Étienne-François de Choiseul (1719 – 1785) herceg, XV. Lajos miniszterelnöke, kifejezetten német kémnek vélte, és a gróf ezen kártékony tevékenységéről megpróbált egyértelmű bizonyítékkal szolgálni a királynak.
Saint-Germain nevével később többen megpróbáltak visszaélni, de életében is gyakran keverték a francia nemesi családból származó Robert-François Quesnay de Saint-Germain (1751-1805) személyével és Pierre Mathieu Renault de Saint-Germain (1697-1777) személyével is, de összekeverték Claude-Louis de Saint-Germain (1707-1778) személyével is, aki XV. Lajos francia király kegyvesztett hadügyminisztere volt. Népszerűségét sok csaló próbálta kihasználni és igyekeztek neve alatt bejutni az előkelő körökbe.

## Műve

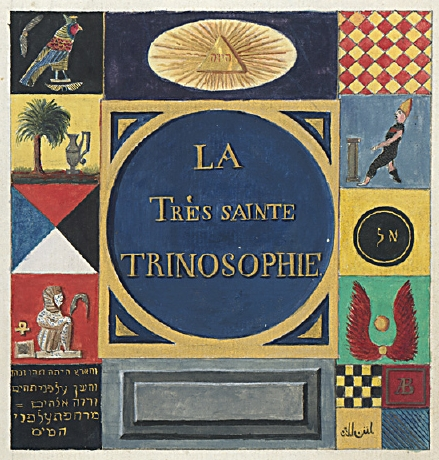
La Trés Sainte Trinosophie eredeti borítója

- La trés sainte Trinosophie (magyarul megjelent: Saint-Germain gróf Legszentebb Trinozófiája: Legszentebb Háromszoros Bölcsessége) – 1784, a szabadkőművesség és az okkult tudományok minden tanulója számára az egyik legfontosabb kézirat.[42]

## Egyéb nézetek róla
Rudolf Steiner több munkájában foglalkozott Saint-Germain személyével, és nagy jelentőségű szellemi tanítónak tartotta. Tőle eredeztette a „szabadság–egyenlőség–testvériség” eszméjét, mely hármas alapelvet aztán egyik későbbi társadalmi, vagy egyéb mozgalom sem tudta teljes mértékben kibontakoztatni, Rudolf Steiner szerint azért, mert alapvetően félreértették a lényegét.
Saint-Germain grófot halálának hivatalos dátuma után jóval, sőt még a XIX-XX. század folyamán is többen látni vélték és találkoztak, beszélgettek vele.
Egyes New Age és okkultista csoportok szerint Saint-Germain a történelem folyamán különböző neveken élt. Ezek – többek között – a következők:
- Atlantiszon főpap, Lord Zadkiel néven
- Gilgames, Uruk városállam uralkodója
- I. Athosz egyiptomi fáraó (i. e. 2100 körül)
- Sámuel prófétaként részt vállalt Izrael szellemi alapjainak lerakásában
- Eukleidész görög matematikus és természettudós
- József, Jézus nevelőapja
- Szent Albán néven keresztény vértanú a 3. századi Angliában
- Christian Rosenkreutz, a rózsakeresztes testvériség alapítója
- Merlin mágus
- Roger Bacon angol természettudós, teológus és filozófus
- Kolumbusz Kristóf felfedező
- Francis Bacon angol filozófus és államférfi

Felemelkedett mesterként és tanítóként ma is kapcsolatba lép az őt kereső médiumokkal. Az Ibolya Láng hetedik sugarának mestere.

## Magyarul megjelent művei
- Saint-Germain gróf Legszentebb Trinozófiája. Legszentebb Háromszoros Bölcsessége; ford. Nagy G. Rózsa; Hermit, Miskolc, 2000 (Bibliotheca hermetica)
- A legszentebb háromszoros bölcsesség könyve. Legszentebb trinozófia; ford. Nagy G. Rózsa; Hermit, Onga, 2009 ISBN 9639231061
- Saint-Germain gróf titkos tarot könyve; Fraternitas Mercurii Hermetis, Onga, 2010 (Fraternitas Mercurii Hermetis könyvek) ISBN 9789638840929
- Egy Mester emlékiratai. Geoffrey Hoppe és Linda Hoppe közvetítésében; Unio Mystica, Fót, 2017 ISBN 9786155546242
- Gyakorlati asztrológia; ford. Kozma Mihály; Hermit, Miskolc, 2017, ISBN 978-615-5342-61-5
- A tarot kis arkánuma; Fraternitas Mercurii Hermetis, Onga, 2020
- A tenyérolvasás szakértői célokból történő tanulmányozása, 1-2.; Hermit, Onga, 2022